# ハンマーハート・レコード
ハンマーハート・レコード (Hammerheart Records BV)は、オランダ・リンブルフ州・ファルケンブルフに本社を置くインディペンデント・レーベル。1996年にハンマーハート・レコード (Hammerheart Records)の名前で設立。その後、2004年にカルマゲドン・メディア (Karmageddon Media)にレーベル名を変更。2011年に当初の名前、ハンマーハート・レコード (Hammerheart Records)にレーベル名を再変更した。ヘヴィメタル・レーベルであり、特にデスメタル、ブラックメタル、ドゥームメタル、フォーク・メタルに特化しており、世界中のバンドと契約している。アメリカ法人のハンマーハート・アメリカ (Hammerheart America)の他に、ザ・プレイグ (The Plague)、アンヴェイリング・ザ・ウィケッド (Unveiling The Wicked)、ヴィニル・コレクターズ (Vinyl Collectors)、ウェル・オヴ・ウルド (Well Of Urd)といったサブ・レーベルを持つ。また、カルマゲドン・メディア時代は、ニュー・イーオン・メディア (New Aeon Media)というサブ・レーベルもあった。 ハンマーハート・レコードは、ハンマーハート・ホールディングス (Hammerheart Holdings BV)傘下の企業である。
設立後から規模を拡大していったが、カルマゲドン・メディアにレーベル名を変更してから間もなく、大幅な事業縮小を行っている。

## バンド一覧

### 現在の所属バンド
- Brutal Unrest
- Cirith Gorgor
- Collision
- Dead Head
- Deathkin
- Dreaming Dead
- Ereb Altor
- Havayoth
- Inquisitor
- Kjeld
- Konkhra
- Mock
- Mourners Lament
- Octinomos
- Pestilence
- Rebaelliun
- Sammath
- SIG:AR:TYR
- Sisters of Suffocation
- Sol Sistere
- Sunseth Sphere
- Tarnkappe
- The Monolith Deathcult

### 過去の所属バンド
- Aeternus
- Alas
- Ancient（英語版）
- Ancient Rites（英語版）
- Aura Noir（英語版）
- Avrigus
- Blood Red Throne（英語版）
- Callenish Circle
- Carpe Tenebrum
- Cruachan（英語版）
- Dark Funeral
- Dead Head（英語版）
- Diabolic
- Die Apokalyptischen Reiter
- Dimension F3H
- Dimmu Borgir
- Dismember
- Divercia
- DrDoom
- Eternal Elysium
- Fehler
- F.U.B.A.R.
- Gorefest
- Hades Almighty
- Hearse
- Impious
- In the Woods...
- Infernal
- Limbonic Art
- Macabre
- Manes
- Mercenary
- Mithotyn（英語版）
- Morifade
- Necrophobic
- Nocturnal Breed
- Nocturnus
- Occult
- Old Funeral（英語版）
- Old Man's Child（英語版）
- Primordial
- Rebaelliun
- Sadus
- Sardonis
- Satariel
- セプティックフレッシュ
- Severe Torture
- Sinister
- Skyfire
- Thanatos
- The Gathering
- The Kovenant
- The Rotted
- Thyrfing
- Trelldom
- Tulus
- Vile